# Mezzano Siccomario
Mezzano Siccomario è una frazione del comune di Travacò Siccomario posta a sud del centro abitato verso il Po.

## Storia
Mezzano, che sorgeva assai più a sud dell'attuale frazione, in una zona dove oggi scorre il Po, era il paese più importante della zona, da cui trasse nome un ramo dei Beccaria. Essi furono a lungo feudatari di tutta la zona. Mezzano fu annessa da Travacò nel 1873.